# Chendrea
Chendrea – wieś w Rumunii, w okręgu Sălaj, w gminie Bălan. W 2011 roku liczyła 713 mieszkańców.